# Igreja de Nossa Senhora do Rosário (Horta)
A Igreja de Nossa Senhora do Rosário localiza-se na freguesia da Matriz, na cidade e concelho da Horta, na ilha do Faial, nos Açores. É também referida como Igreja de São Francisco, uma vez que se encontra anexa ao Convento de São Francisco.

## História
As suas obras iniciaram-se em 1696, tendo sido aberta ao culto em 12 de novembro de 1700.
Em 1835, na sequência da extinção das ordens religiosas, a igreja e o convento foram doados à Santa Casa da Misericórdia da Horta.
Em 1930, e por força dos estragos causados pelo sismo 1926, foi sujeita a importante campanha de obras de conservação e restauro.
Encontra-se classificada como Imóvel de Interesse Público pelo Decreto n.º 42.007, de 6 de Dezembro de 1958.
Em 1972 foi uma vez mais objeto de trabalhos de conservação e restauro, que, por força do terramoto de 9 de julho de 1998, foram novamente empreendidos em 2002.
Apesar da imponência demonstrada perante a cidade e pelo importante contexto histórico, o monumento encontra-se fechado há mais de uma década devido à falta de condições, pelo que se apela a uma nova e dinâmica recuperação de modo a revitalizar a extraordinária de rara beleza deste monumento.

## Características
O templo, de grandes dimensões, apresenta fachada maneirista.
Internamente é dividido em três amplas naves, separadas por colunas. Nele se destaca a decoração em estilo barroco, nomeadamente a abóbada de berço que recobre a capela-mor, em caixotões que representam cenas da vida da Virgem Maria, o altar-mor e os altares laterais em talha dourada e belos conjuntos de arte sacra de meados do século XVIII.
Nas paredes laterais da Capela-mor é possível observar valiosos painéis de azulejos policromados em azul e branco onde se representam cenas da vida de São Francisco de Assis, pintados cerca de 1703.
Anexa à igreja está a Capela da Ordem Terceira, dedicada ao Senhor dos Passos que albergou o Museu de Arte Sacra da Horta, hoje instalado em algumas das dependências da Igreja do Carmo.
É também de digno reparo as excelentes condições acústicas do monumento, sendo considerado um dos melhores espaços para concertos sinfónicos da região, apesar de ser muito e estranhamente desvalorizado.